# 石川純一郎 (民俗学者)
石川 純一郎（いしかわ じゅんいちろう、1935年1月5日- ）は、民俗学者、常葉学園短期大学名誉教授。

## 人物・来歴
大阪府出身。國學院大學大学院日本文学科博士課程満期退学。錦城高等学校などの教諭をしながら民俗学の調査を行い、常葉学園短期大学助教授、教授、副学長。2003年退職、名誉教授。静岡県文化奨励賞受賞。

## 編著書
- 『河童火やろう 福島昔話』編. 東出版, 1968
- 『河童の世界』時事通信社, 1974
- 『瓜姫とアマンジャク』 (会津の民話と伝説)歴史春秋社, 1975.12
- 『天狗の羽うちわ』 (会津の民話と伝説)歴史春秋社, 1976.12
- 『天竜川 その風土と文化』静岡新聞社, 1980.3
- 『地蔵の世界』時事通信社, 1995.9
- 『会津舘岩のむかし話』編. 舘岩村教育委員会, 2000.3
- 『会津の狩りの民俗』 (歴春ふくしま文庫) 歴史春秋出版, 2006.10
- 『静岡県の民俗歌謡 「遊び」と「祈り」の口承文芸』 (静新新書) 静岡新聞社, 2008.3
- 『栗生沢民俗誌 会津の山間地集落』南会津町教育委員会, 2010.1

共著
- 『福島の伝説』 (日本の伝説）竹内智恵子共著. 角川書店, 1980.4